# Кимон Логи
Кимон Логи (на румънски: Kimon Loghi) е виден румънски художник.

## Биография
Логи е роден в 1873 година във влашко семейство в южномакедонския град Сяр, който тогава е в Османската империя. Учи в Художествената академия в Мюнхен (1890) и Академията за изящни изкуства в Букурещ (1894) при префосорите Фредерик Сторк и Теодор Аман. Теодор Аман му предлага да си смени изписването на името от Chimon на Kimon, за да не бъде четено на френски Шимон. Логи е оригинален представител на мюнхенския символизъм около Арнолд Бьоклин. Започва да се налага от 1899 година. През 1904 година има самостоятелна изложба, на която успешно представя 120 картини, и след нея е хвален и сравняван с Франц фон Щук и Густав Климт. Произведения на Логи има в Националния музей на изкуствата на Румъния, Националния музей Пелеш и в много частни колекции в Румъния и други страни.